# مونت‌کارلو
مونت کارلو یا مونته کارلو (تلفظ: ka:rloę 'mænti,/) (به ایتالیایی: monte karlo)؛ (به فرانسوی: Monte-Carlo)، یا به زبان عامیانه Monte-Carl; مونت کارلو ریشه در عبارت (به انگلیسی: Mount Charles) به معنای (به فارسی: «کوه چارلز») دارد. مونت کارلو؛ رسماً یک منطقه اداری در شاهزاده‌نشین موناکو است، به ویژه بخش "مونت کارلو/اسپلوگ"، جایی که کازینو مونت کارلو در آن قرار دارد. به طور غیررسمی، این نام همچنین به یک منطقه بزرگتر به نام محله مونت کارلو(مرتبط با شهرداری سابق مونت کارلو) اشاره دارد؛ که علاوه بر مونت کارلو/اسپلوگ، شامل بخش های: لا روسه/سنت رومن، لاروتو/باس مولینز و سنت میشل نیز می شود. جمعیت دائمی بخش مونت کارلو حدود ۳۵۰۰ نفر است، در حالی که جمعیت این بخش حدود ۱۵۰۰۰ نفر است. موناکو دارای چهار محله سنتی است. از غرب به شرق آنها عبارتند از::
- فونتوییل(جدیدترین)
- موناکو-ویل(قدیمی ترین)
- لا کاندامین
- مونت کارلو

## جمعیت
جمعیت ساکن در مونته کارلو در حدود ۳۰۰۰ نفر را شامل می‌شود اشرف پهلوی دختر رضا شاه پهلوی در این منطقه سکونت داشت.

## جغرافیا
گاهی این منطقه را به‌اشتباه، یک شهر یا حتّی پایتخت موناکو می‌دانند. منطقه مونته‌کارلو، ثروتمندترین منطقه از کشور خودمختار موناکو است. شهرت مونت‌کارلو معروف است به کازینوها و قمارخانه‌های آن.

## نام مونته‌کارلو
ریشه نام «مونته کارلو» از زبان ایتالیایی است و به اصلیت اسم شاهزاده کارلو سوم از موناکو بر می‌گردد که زیر نفوذ و حمایت دربار ایتالیا قرار داشت.
تا پیش از سال ۱۸۶۱ که موناکو به شکلی خودمختار درآمد، دارای زبان رسمی ایتالیایی بود. اما در یکصد سال گذشته، زبان رسمی به فرانسوی تغییر داده شد.

## نگارخانه

مناطق ۹گانه مونت‌کارلو
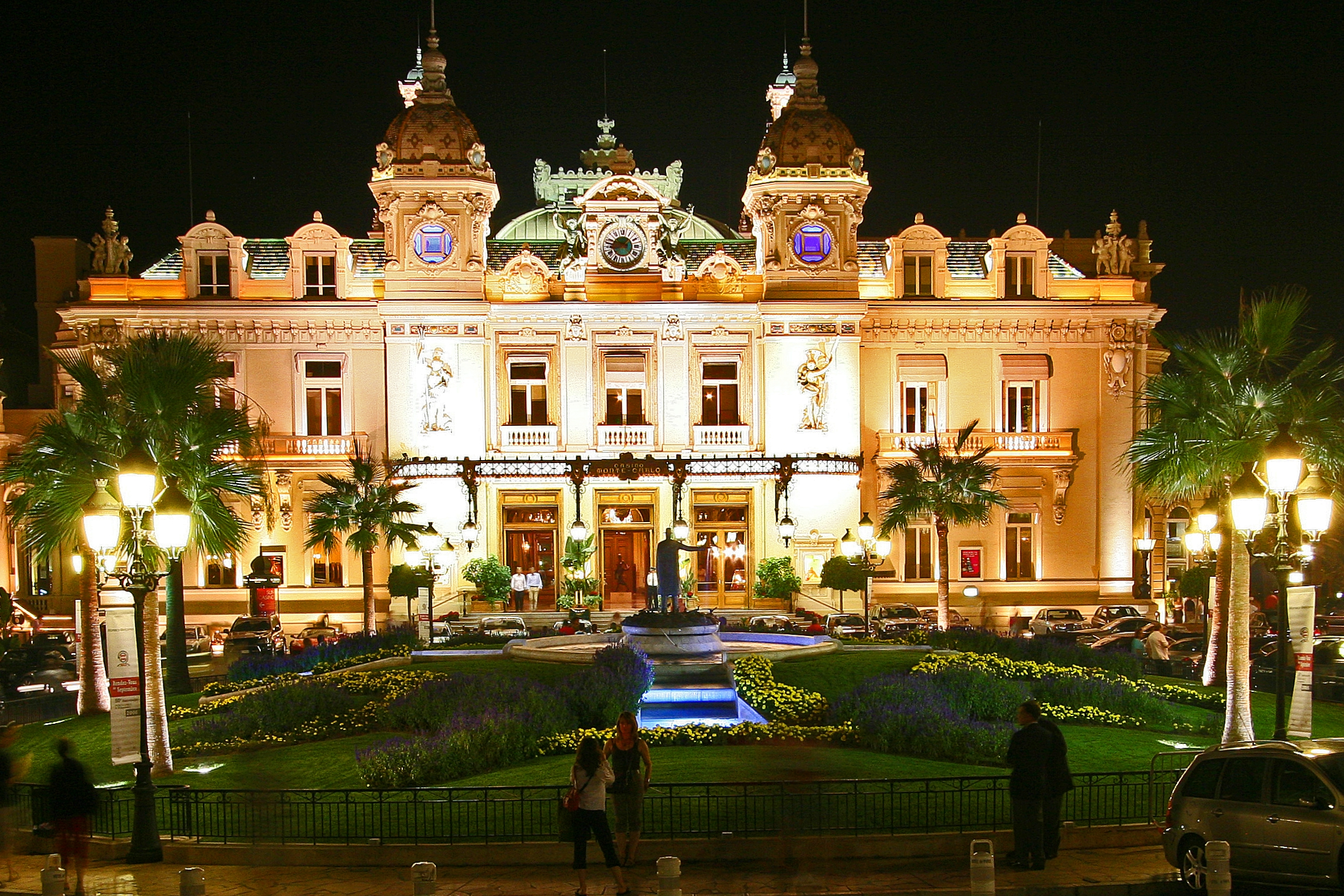
نمایی از کازینو مونت‌کارلو در شب
نمایی از یکی از خیابان‌های مونت‌کارلو
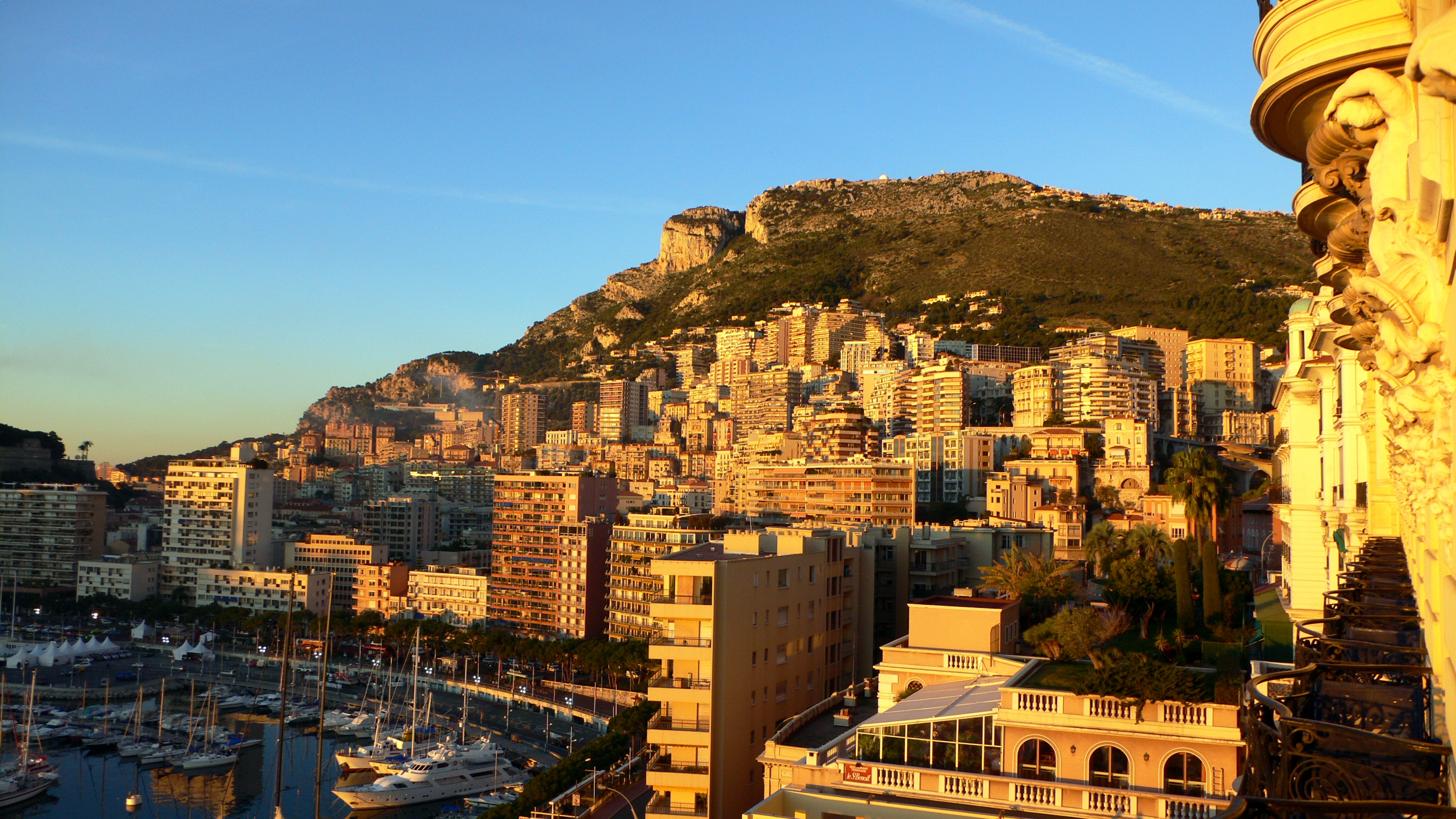
نمایی از مونت‌کارلو در هنگام غروب آفتاب
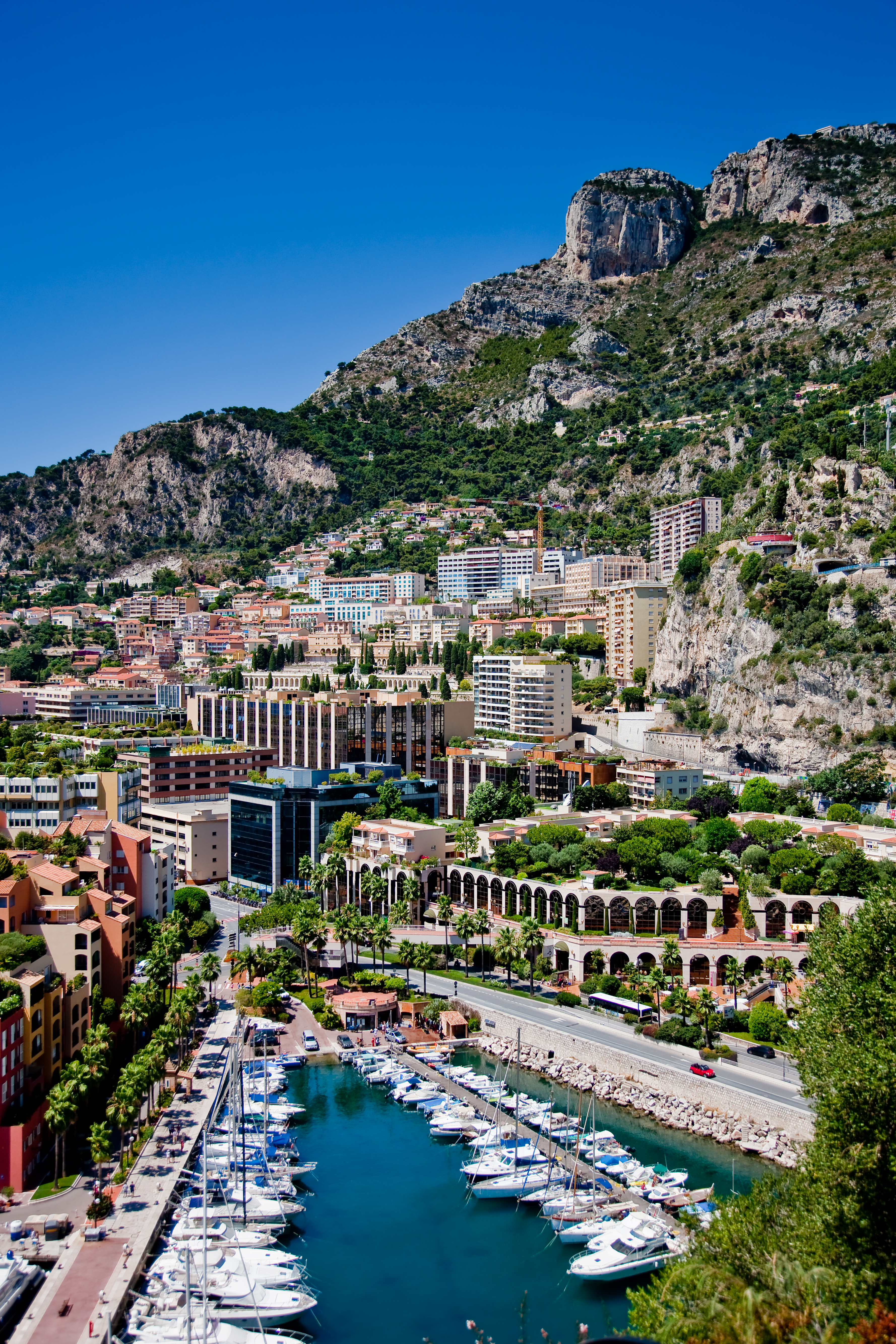
قایق‌های تفریحی پارک‌شده
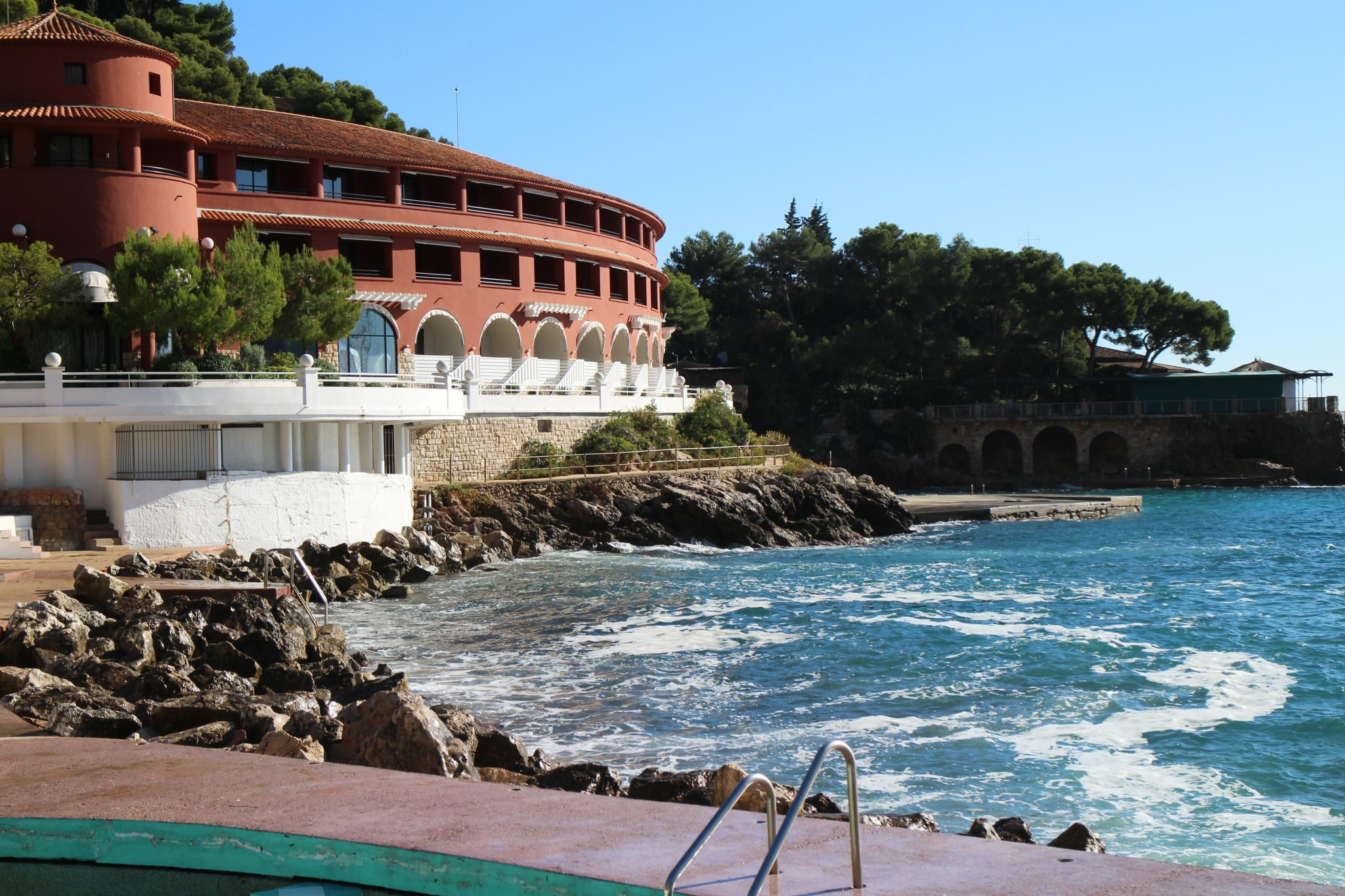
یک ویلای ساحلی در مونت‌کارلو